# Subulussalam Barat
Subulussalam Barat is een bestuurslaag in het regentschap Subulussalam van de provincie Atjeh, Indonesië. Subulussalam Barat telt 2051 inwoners (volkstelling 2010).